# Internationale Cricket-Saison 1951
Die internationale Cricket-Saison 1951 fand zwischen Mai 1951 und September 1951 statt. Als Sommersaison wurden vorwiegend Heimspiele der Mannschaften aus Europa ausgetragen.

## Überblick

### Internationale Touren
| Beginn       | Heimteam | Auswärtsteam | Resultate | Artikel |
| Beginn       | Heimteam | Auswärtsteam | Test      | Artikel |
| ------------ | -------- | ------------ | --------- | ------- |
| 7. Juni 1951 | England  | Südafrika    | 3–1 [5]   | Artikel |

### Internationale Touren (Frauen)
| Beginn       | Heimteam | Auswärtsteam | Resultate | Artikel |
| Beginn       | Heimteam | Auswärtsteam | WTest     | Artikel |
| ------------ | -------- | ------------ | --------- | ------- |
| 19. Mai 1951 | England  | Australien   | 1–1 [3]   | Artikel |

## Nationale Meisterschaften
Aufgeführt sind die nationalen Meisterschaften der Full Member des ICC.
| Land    | First-Class              |
| ------- | ------------------------ |
| England | County Championship 1951 |